# Illice tenuifascia
Illice tenuifascia là một loài bướm đêm thuộc phân họ Arctiinae, họ Erebidae.